# 克雷姆斯毛爾山
47°50′39″N 14°6′1″E / 47.84417°N 14.10028°E

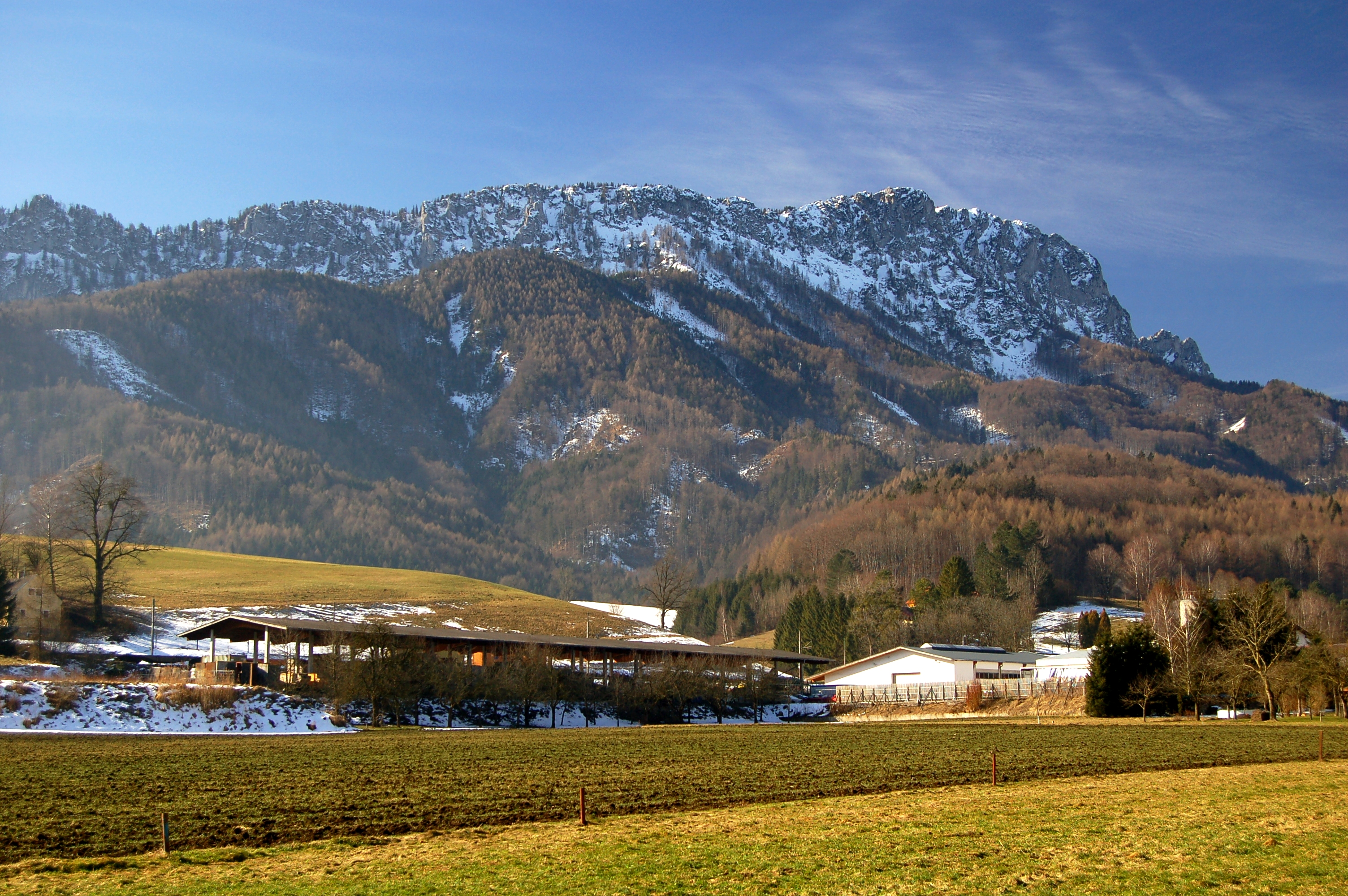

克雷姆斯毛爾山（德語：Kremsmauer），是奧地利的山峰，位於該國北部，由上奧地利州負責管轄，屬於上奧地利前阿爾卑斯山脈的一部分，距離卡斯山8.1公里，海拔高度1,604米，每年平均降雨量1,578毫米。